# Johannes Eriksson
För den svenske politikern, se Johannes Erikson, för skulptören se Johan Edvard Ericsson.
Johannes Eriksson, född 29 oktober 1869 i Finström, död där 21 juli 1939, var en åländsk bonde och politiker.

## Barndom och ungdomsår
Johannes Eriksson föddes i Bjärströms by i Finström där familjen verkat som bönder i flera generationer. Eriksson var tidigt intresserad och engagerad i den lokala politiken och efter sina studier på Pargas folkhögskola kom han att agera som förkämpe för folkhögskoleidén på Åland. Från 1903 verkade han som slöjdlärare på folkhögskolan i Strömvik och satt även med i skolans ledning. Vid sidan av arbetet som lärare engagerade han sig även i den lokala politiken och det lokala företagslivet. Från 1917 var han ordförande i Finströms kommunfullmäktige och satt samtidigt med i styrelserna för Ålands banks förvaltningsråd och Ålands centralandelslag samt var disponent för Gölbys andelsmejeri.

## Roll i Ålandsfrågan
Sin kanske viktigaste politiska roll spelade han emellertid i den så kallade Ålandsrörelsen 1917-21, där han tillsammans med Julius Sundblom och Carl Björkman kom att utgöra ledartrion för rörelsen, vars främsta mål var att få till stånd en återförening med Sverige. I sina minnesanteckningar beskriver Eriksson sin kärlek till det forna moderlandet som han delade med mången ålänning. Bl.a. beskriver han sin farmors stolthet att …varit som svensk lagd i vaggan. Farmodern var född 1808, året före den enligt Eriksson så tragiska skilsmässan från Sverige 1809.
I Erikssons minnen, utgivna efter hans död, lyser hans misstänksamhet och skepsis mot framförallt Ryssland igenom. Han befarade att Ryssland skulle söka återbefästa öarna under Första världskriget och därmed gå emot den neutralisering och demilitarisering som blivit resultatet av fredsförhandlingarna efter Krimkriget. Han befarade även att ett självständigt Finland skulle inleda en förfinskning av Åland som i sin tur skulle hota den svenska kulturen på öarna. Dessa farhågor gjorde att han tidigt engagerade sig i Ålandsrörelsen och tillsammans med bl.a. Carl Björkman var han en av initiativtagarna till den gemensamma kommunalstämman den 20 augusti 1917. Vid stämman, där Eriksson valdes till ordförande, utsågs en deputation bestående av redaktör Julius Sundblom, vicehäradshövding Carl Björkman, possessionaten Gösta Lindeman samt ordföranden för stämman Johannes Eriksson vars uppgift var att resa till Stockholm för att där till den svenska regeringen framföra ålänningarnas önskan att få återförenas med Sverige. Eftersom den ryska militären patrullerade de åländska kusterna skulle resan genomföras i största hemlighet. Vid det första försöket skulle Sundblom och Eriksson resa från Bjärströms strand medan Björkman och Lindeman skulle resa från Rågetsböles strand. De fyra skulle därefter förenas vid Äppelö och därifrån resa gemensamt till Stockholm. I sista stund hoppar emellertid Sundblom av resan som därför måste skjutas upp. Eriksson beskriver i sina minnen sin besvikelse över avhoppet och menar att hela Ålandsfrågan hade fått en annan upplösning om resan genomförts som planerat. Den andra resan ställdes in på grund av dåligt väder och protokollet från kommunalstämman kom istället att överlämnas till de svenska myndigheterna av studenten Nandor Stenlid. En adress, enligt Eriksson undertecknad av 96 % (Denna procentsats har visats sig vara kraftigt överdriven. Gyrid Högman bevisade det i sin avhandling från 1981) av den myndiga befolkningen på Åland, författades till Sveriges konung för att ytterligare understryka det åländska folkets vilja. Adressen överlämnades till Gustaf V av den valda deputationen bestående bl.a. av Eriksson och Björkman. Sundblom valde att avstå med hänvisning till arbetet i lantdagen. Eriksson kom därefter att vid flera tillfällen resa till Stockholm för kontakter med de svenska myndigheterna. 
Inför fredsförhandlingarna i Paris utsågs Eriksson att ingå i den deputation som skulle företräda de åländska intressena. Han kom även att ingå i deputationen inför förhandlingarna i Nationernas förbund i Genève. I samband med dessa förhandlingar genomförde han många resor till Stockholm där han hade kontakter med högt uppsatta politiker och tjänstemän, bl.a. statsminister Nils Edén, Hjalmar Branting och presidenten i Svea hovrätt, Erik Marks von Würtemberg. Det var en av de många Stockholmsvistelserna som räddade honom från att, tillsammans med Sundblom och Björkman, häktas och åtalas för högförräderi under sommaren 1920. 
Vid NF:s förhandlingar i Genève sökte Eriksson plädera för ålänningarnas sak. Eftersom han inte behärskade andra språk än svenska fick hans tal översättas. Då den officielle tolken inte var särskilt väl bevandrad i det svenska språket fick den svenske delegationsmedlemmen Åke Hammarskjöld rycka in till ålänningarnas hjälp. Rådets beslut gick dock emot ålänningarna och Åland kom att förbli under finsk överhöghet med en garanterad självstyrelse. Eriksson har svårt att dölja sin besvikelse i sina minnen, men medger att rådet trots allt i någon mån följt folkrätten genom sitt beslut. 

## Tiden efter Ålandsfrågan
Trots motgången i NF hade ålänningarna ett obrutet stort förtroende för Ålandsrörelsen och vid de första valen till Ålands landsting i maj 1922 fick oppositionen endast ett mandat.  Den 7 juni 1922 öppnade det nya landstinget. Till talman valdes Julius Sundblom, Johannes Eriksson valdes till förste vice talman och Carl Björkman utsågs till lantråd. Eriksson kom att framstå som en av de mest rakryggade ledamöterna men samtidigt taktfull och saklig. Vid flera tillfällen kom han att agera som medlare mellan lantrådet och landstingets talman, ofta på lantrådets sida. Inför upptakten till andra världskriget en andra ålandsfråga att aktualiseras angående en återbefästning av öarna. Medan lantrådet Björkman förordade åländsk värnplikt, med argumentet att detta skulle minska risken för en framtida ockupation, motsatte sig Sundblom och landstingets flertal detta med samma argument.  Trots sjukdom argumenterade Eriksson livligt för landstingets linje. Efter ett bondetåg till stöd för landstingets linje tvingades Björkman att avgå. väcktes kraven på ett misstroendevotum mot Björkman.  Denne förlorade och tvingades lämna sin post.  Detta var den slutliga striden som markerade slutet för det tidigare så framgångsrika triumviratet. Björkman tvingades avgå och Eriksson avled ett halvår senare.

## Fotnoter
1. ↑  Eriksson 1961:15-17
2. ↑  Olausson 2007:146
3. ↑  Högman, Gyrid. Ålänningar och Ålandsfrågan
4. ↑  Eriksson 1961:19-25; Isaksson (1988: 75-81); Salminen (1979: 50-56)
5. ↑  Eriksson 1961: 54
6. ↑  Eriksson 1961: 82-83
7. ↑  Salminen (1979: 135)
8. ↑  Salminen (1979: 189); Isaksson (1988: 238-239)